# STS-102
STS-102 (Space Transportation System) – dwudziesta dziewiąta misja wahadłowca Discovery agencji NASA i sto trzecia programu lotów wahadłowców, w czasie której dokonana została wymiana załóg Międzynarodowej Stacji Kosmicznej.

## Załoga
źródło
- James D. Wetherbee (5)*, dowódca
- James M. Kelly (1), pilot
- Andrew Thomas (3), specjalista misji 1
- Paul W. Richards (1), specjalista misji 2

### Przywiezionazałoga 2ISS
- Jurij W. Usaczow (4), dowódca ISS (Rosja)
- James S. Voss (5), inżynier pokładowy ISS
- Susan J. Helms (5), oficer naukowy ISS

### Odwieziona na Ziemięzałoga 1ISS
- William M. Shepherd (4), dowódca ISS
- Jurij P. Gidzenko (2), dowódca Sojuza (Rosja)
- Siergiej K. Krikalow (5), (Rosja/RSA) inżynier pokładowy ISS

*(liczba w nawiasie oznacza liczbę lotów odbytych przez każdego z astronautów)

## Parametry misji
- Masa:
  - startowa orbitera: 99 503 kg
  - lądującego orbitera: 90 043 kg
  - ładunku: 5760 kg
- Perygeum: 370 km[5]
- Apogeum: 381 km[5]
- Inklinacja: 51,5°[5]
- Okres orbitalny: 92,06 min[5]

## Cel misji
Ósmy lot promu kosmicznego na stację kosmiczną ISS – transport zapasów w kontenerze Leonardo MPLM i powrót pierwszej załogi orbitalnej (Shepherd, Krikalow, Gidzenko – start w październiku 2000 r. na pokładzie rosyjskiego statku Sojuz TM-31, 140 dni 23 godz. 39 min w kosmosie), którą zastąpiła załoga druga (Usaczow, Voss, Helms).

### Dokowanie do ISS
- Połączenie z ISS: 10 marca 2001, 06:38:00 UTC[2]
- Odłączenie od ISS: 19 marca 2001, 04:32:00 UTC[2]
- Łączny czas dokowania: 8 dni, 21 godz., 54 min

## Spacer kosmiczny
- EVA -1 (11 marca 2001, 8 godz. 56 min): J. Voss, S. Helms
- EVA-2 (13 marca 2001, 6 godz. 21 min): A. Thomas, P. Richards